# Villa La Reine Jeanne
La villa La Reine Jeanne es una residencia de vacaciones grandiosa que se construyó en 1928 por el arquitecto estadounidense Barry Dierks para el industrialista francés Paul-Louis Weiller.
Ubicada en una propiedad de 70 ha en la aldea de Cabasson, en el municipio de Bormes-les-Mimosas (en el departamento de Var), la villa es cerca del fuerte de Brégançon. La villa es fama por haber recibida numerosas celebridades, estrellas de Hollywood, literatos, monarcas y jefes de Estado, entre los que Charlie Chaplin, Richard Nixon, Juan Carlos I de España y Georges Pompidou se encuentran entre los invitados notables.

## Historia
A mediados de los años 20, durante la búsqueda de un lugar para construir su casa de verano, Paul-Louis Weiller exploró la Riviera francesa a los mandos de un avión. Él descubrió el sitio, ubicado en el pointe de la Galère en la aldea de Cabasson, en Bormes-les-Mimosas.
El área, que él compró, se extendía sobre 70  ha, incluyó un bosque de árboles de pinos marítimos y alcornoques mediterráneos cerca de una playa, donde, en 1347, la reina Juana I de Nápoles,  condesa de Provence desembarcado. En 1928, Weiller encargó Barry Dierks para construir en el sitio una villa en el estilo moderna capaz de albergar 30 huéspedes.
Hasta el año antes de su muerte en 1993, Weiller continuó a recibir en su villa La Reine Jeanne personalidades internacionales del mundo político, de las artes y las letras, así como los industriales y los gigantes del mundo financiero. Durante el verano de 1969, el presidente Georges Pompidou, quien estaba tomando vacaciones en el fuerte de Brégançon, fue un huésped habitual a la mesa de la cena de su vecino.
Igualmente, el Gran Duque Juan, el Gran Duque de Luxemburgo, que era dueño de la villa al lado, La Tour sarrasine, fue un huésped frecuente. Fue en Cabasson, donde la nieta de Weiller, Sibilla, se reunió con Príncipe Guillermo de Luxemburgo, el hijo menor del gran duque. Los dos se casaron en 1994.

## Huéspedes notables
Entre los huéspedes notables que fueron invitados a la villa:
- Juan Carlos I de España
- Elizabeth Taylor
- Richard Burton
- Charlie Chaplin
- Margarita II de Dinamarca
- Balduino de Bélgica
- Juliana de los Países Bajos
- Gustavo VI Adolfo de Suecia
- Juan, el Gran Duque de Luxemburgo
- Douglas Fairbanks
- Yul Brynner
- Laurence Olivier
- Aristóteles Onassis
- Jean Seberg
- Vivien Leigh
- Merle Oberon
- Greta Garbo
- Jean-Paul Belmondo
- Roger Vadim
- Otto Preminger
- Paul Morand
- Paul Claudel
- André Maurois
- Aldous Huxley
- Maurice Genevoix
- Jean d'Ormesson
- Paul Getty
- Vincent Auriol
- Paul Reynaud
- Georges Pompidou
- Valéry Giscard d'Estaing
- Richard Nixon
- Herbert von Karajan
- Georges Auric
- Christiaan Barnard
- Maurice Herzog